# Station Le Mans
Station Le Mans is een spoorwegstation in de Franse gemeente Le Mans.